# 浄運寺 (須坂市)
浄運寺（じょううんじ）は、長野県須坂市井上にある浄土宗の寺院。山号は井上山、院号は無量寿院。城号は松柏城。清和源氏頼季流の井上氏ゆかりの寺院であることから清の字が付されて清浄運寺が正式名称。

## 歴史
建保2年（1213年）9月に法然上人の直弟子で井上氏の一族と言われる角張が、井上氏の発願により寺院を開基。翌建保2年3月16日に入仏法要が行われ、寺を浄運寺、山号を井上山と号し、不乱上人が初代として開山。井上氏の祈願所として栄えたが、川中島の戦いで相当な被害を受けたという。上杉氏が豊臣政権下で会津へ転封されると井上氏も随行し、さらに豊臣秀吉より30石を召し上げられ一時寺勢が弱まった。江戸時代に入ると石高は戻され、天領寺院となり、寺勢を取り戻したという。
井上氏の位牌と徳川将軍家歴代の位牌がある。
江戸時代に建立された本堂は13間の大伽藍。また井上氏の本尊を無量院に安置する。